# جوزف برودسکی
یوسیف آلکساندراویچ برودسکی (به روسی: Ио́сиф Алекса́ндрович Бро́дский) ‏ (در آمریکا جوزف برودسکی (به انگلیسی: Joseph Brodsky)) (زاده ۲۴ مه ۱۹۴۰ – درگذشته ۲۸ ژانویه ۱۹۹۶) شاعر روس آمریکایی و برنده جایزه نوبل ادبیات سال ۱۹۸۷ بود.

## زندگی
یوسیف برودسکی (با نام اصلی یوسیف آلکساندراویچ برودسکی) در خانواده‌ای یهودی در لنینگراد (سنت پترزبورگ کنونی) به دنیا آمد. وی از کودکی به اشعار روسی علاقه‌مند بود. به دلیل ناهماهنگی‌هایی که از لحاظ سطح معلومات بین وی و معلمانش بود، در سال ۱۹۵۵ مدرسه را ترک و شروع به کارکردن کرد. از همان زمان نیز سرودن شعر را آغاز کرد و به دلیل اشعارش از جانب مقامات روسی انگل جامعه نامیده شد و در سال ۱۹۶۴ به اردوگاه کار اجباری در سیبری تبعید شد. در سال ۱۹۶۵ اولین دسته از اشعار وی به زبان انگلیسی و در آمریکا انتشار یافت. اولین اشعار وی تحت تأثیر شاعر روسی، آنا آخماتووا بود.
وی پس از آزادی از زندان به ترجمه اشعار جان دان و چسواو میوُش، شاعران انگلیسی و لهستانی زبان پرداخت. وی پس از اخراج از روسیه در سال ۱۹۷۲ دو سال در اروپا سرگردان بود و در نهایت در سال ۱۹۷۴ به آمریکا نقل مکان کرد. سپس وی در دانشگاه میشیگان به تدریس ادبیات پرداخت. در سال ۱۹۷۷ به تابعیت آمریکا درآمد. در همان سال از دانشگاه ییل موفق به اخذ مدرک دکترای ادبیات و زبان‌شناسی شد. وی اشعارش را به زبان روسی می‌سرود و سپس خود آن‌ها را ترجمه می‌کرد. وی در سال ۱۹۸۷ و در ۴۴ سالگی به‌خاطر کتاب از یک کمتر موفق به دریافت جایزه نوبل شد و در همین سال بود که برای نخستین بار آثارش در روسیه به‌صورت قانونی به چاپ رسید.
وی در سال ۱۹۶۲ رابطهٔ دوستانه‌ای با مارینا باسمانوا برقرار نمود که این ارتباط منجر به تولد پسری به نام آندری شد. با جدایی آن‌ها از یکدیگر آندری تحت تکلف مارینا قرار گرفت. چند سال بعد جوزف در پی ازدواج رسمی با ماریا سوزنی صاحب دختری به نام آنا شد. آنا در سن ۵ سالگی در اثر یک عارضه قلبی در شهر نیویورک درگذشت.

## مجموعه اشعار
در اتحاد جماهیر شوروی از برودسکی جز چهار شعر در جنگ ادبی لنینگراد در سال‌های ۱۹۶۶ و ۱۹۶۷ به‌طور رسمی به چاپ نرسید و اغلب، آثار او به‌صورت مجله‌های زیرزمینی سامیزدات دست به دست می‌شد.
- ۱۹۶۵ - اشعار و روایت‌های منظوم.
- ۱۹۷۰ - درنگی در برهوت.
- ۱۹۷۷ - پایان عصری زیبا.
- ۱۹۷۷ - بخشی از یک خطابه.
- ۱۹۸۷ - کمتر از یک (چهار جستار کتاب اگر حافظه یاری کند از از این کتاب ترجمه و منتشر شده).

## در زبان فارسی
- ۱۳۷۵ - الههٔ سوگوار شعر (دربارهٔ شاعرهٔ روس، آنا آخماتووا)، ترجمهٔ فضل‌الله پاکزاد، دوران.
- ۱۳۷۶ - نویسنده در زندان، ترجمهٔ هادی غبرائی، نگاه نو.